# Lorris
Lorris là một xã trong tỉnh Loiret, vùng Centre-Val de Loire bắc trung bộ nước Pháp. Xã này nằm ở khu vực có độ cao từ 114-173 mét trên mực nước biển.
Thị trấn có cự ly 130 km về phía nam Paris.